# Военный робот (фильм)
«Военный робот» (итал. Robowar — Robot da guerra) — итальянский художественный фильм в жанре боевика, поставленный режиссёром Бруно Маттеи под псевдонимом Винсент Дон. Премьера фильма состоялась в 1988 году в Италии.

## Сюжет
Американские военные техники создают робота Омега-1 — идеальную машину войны. Однако робот выходит из строя и скрывается в джунгли. Решив поймать его, командование отправляет в погоню отряд коммандос. Командир отряда майор Мёрфи Блэк вскоре понимает, что так называемые «полевые учения» — на самом деле лишь прикрытие для операции по поимке робота. Коммандос вступают в неравный бой с роботом. По пути они спасают работницу госпиталя Вирджинию и сталкиваются с местными повстанцами.

## В ролях
| Актёр            | Роль                     |
| ---------------- | ------------------------ |
| Реб Браун        | майор Мёрфи Блэк         |
| Кэтрин Хикленд   | Вирджиния                |
| Массимо Ванни    | рядовой Лэрри Гуэрино    |
| Клаудио Фрагассо | робот Омега-1, «Охотник» |
| Джим Гейнс       | Сонни «Кровавый» Пилл    |
| Романо Пуппо     | капрал Нил Корри         |
| Мел Дэвидсон     | Мэшер , создатель робота |

## Производство
Съёмки проходили в Пагсанхане (Филиппины). Дистрибуцией занималась компания Flora Film.

## Релиз
Премьера состоялась в 1988 году в Италии. 9 сентября 1989 года фильм был представлен в Японии, а 5 декабря — в Португалии. В 1991 году вышел на видеоносителях в Германии. В Греции вышел под названием «Робокоп 2». Несмотря на то, что бо́льшая часть актёрского состава американцы, фильм не был выпущен в прокат США.